# Artur Marczewski
Artur Jan Marczewski (ur. 3 sierpnia 1896 w Łodzi, zm. po styczniu 1945) – polski piłkarz grający na pozycji obrońcy. 
W reprezentacji Polski zagrał tylko jedno spotkanie, był to jednak historyczny, pierwszy mecz międzypaństwowy polskiej kadry – 18 grudnia 1921 Polska przegrała w Budapeszcie z Węgrami 0:1. Był wówczas graczem warszawskiej Polonii. W klubie tym występował w latach 1919–1923. Karierę zakończył w rodzinnym mieście w 1927. Przez wiele lat był sędzią ligowym. W czasie II wojny światowej był administratorem zakładu z ramienia niemieckiego właściciela, zaginął po wkroczeniu Armii Czerwonej.

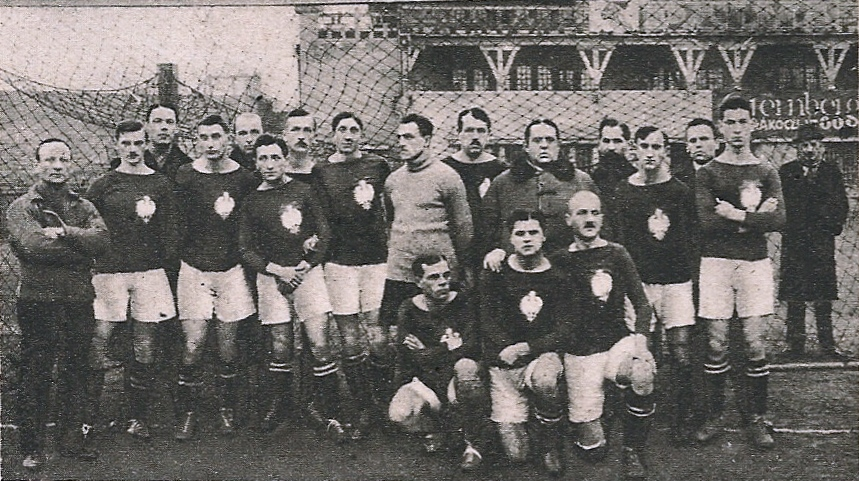
Mecz Węgry-Polska w 1921 r.
Marczewski czwarty od lewej z orłem na koszulce